# Крилык, Иосиф Васильевич
Иосиф Васильевич Крилык (псевдоним — Васильков, укр. Йосип Васильович Крілик-Васильків; 1898 — 11 сентября 1941, Орёл) — украинский общественно-политический деятель, один из руководителей коммунистического движения на Западной Украине.

## Биография
Член КПЗУ. С конца 1920 — секретарь ЦК Коммунистической партии Западной Украины (Восточной Галичины).
После окончательной оккупации Галиции Польшей и подписание Рижского мирного договора 1921 года КП(б)У заключила в Москве соглашение с Коммунистической рабочей партией Польши, согласно которому КПВГ должна была входить в состав КРПП. Это послужило причиной раскола КПВГ на две части, одна из которых выступала за присоединение к КРПП («капээровцы» во главе с Ч.Гросеровой и К.Циховским, объединившиеся вокруг Исполкома КПВГ), а другая — во главе с И. Крилыком (Василькивым) и С. Сеником — отстаивала организационную самостоятельность («васильковцы»), избрав свой ЦК КПВГ. Только при содействии Исполкома Коминтерна, высказавшегося за объединение всех коммунистических сил Польши, удалось начать процесс объединения, избрав 9 августа 1921 года единый ЦК, в который вошли И. Крилык, Ч. Гросерова, Г. Иваненко (Бараба), С. Круликовский и др. Однако 30 октября во время 1 съезда КПВГ все его участники были арестованы и в ноябре 1921 предстали перед судом (Святоюрский процесс). И. Крилык тогда был выпущен под залог.
В начале 1922 свою деятельность опять возобновили два отдельных организационных центра партии.
С 1923 — член ЦК Коммунистической партии Польши (КПП), с 1927 — член Политбюро ЦК КПП. С конца 1927 — представитель КПЗУ в Польской секции Коминтерна.
В 1927—1928 годах вместе с К. Максимовичем (Савричем), Р. Турянским и Р. Роздольским возглавлял группу коммунистов, оппозиционную к сталинской политике в УССР, так называемый «националистический уклон Василькова-Турянского» в КПЗУ.
Эта группа «васильковцев» при расколе КПЗУ в 1928 на КПЗУ-большинства (лидеры большинства — Й. Крилык (Васильков) и Р. Кузьма (Турянский)) и КПЗУ-меньшинства (лидеры — Минц и Шапиро) выступила против сталинской политики на Советской Украине, которую проводило Политбюро ЦК КП(б)У во главе с Л. М. Кагановичем, отказывалась осудить Л. Д. Троцкого и Левую оппозицию в ВКП(б) и солидаризовалась с А. Я. Шумским.
В 1932 вместе с семьёй выехал в УССР.
В 1933 был репрессирован по обвинению в участии в деле «Украинской войсковой организации», был приговорён к тюремному заключению.
11 сентября 1941 вместе с 157 политическими заключёнными Орловской тюрьмы был расстрелян в Медведевском лесу под Орлом.